# Chanat Dżungarski

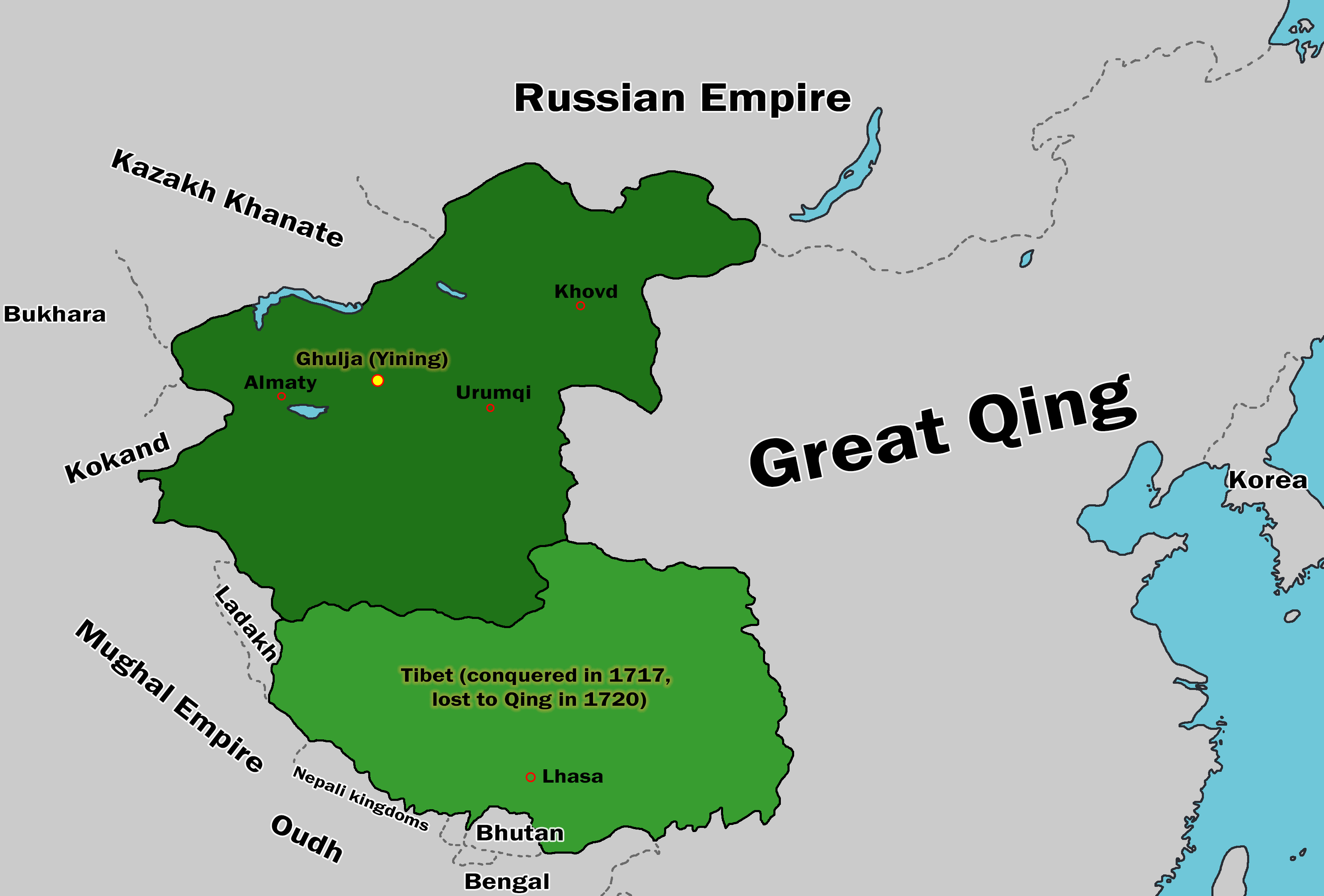
Mapa Chanatu Dżungarskiego we wczesnym XVIII wieku

Chanat Dżungarski – chanat w Azji Środkowej, istniejący w latach 1634–1758. Miał stolicę w Yining. Jego populacja wynosiła 600 tysięcy osób.